# 22e cérémonie des Tony Awards
La 22e cérémonie des Tony Awards a eu lieu le 21 avril 1968 au Shubert Theatre de Broadway et fut retransmise sur NBC.

## Cérémonie
La cérémonie présentée par Angela Lansbury et Peter Ustinov se déroula en présence de plusieurs personnalités venues décerner les prix dont Anne Bancroft, Shirley Booth, Art Carney, Trudy Carson, Diahann Carroll, Carol Cole, Sandy Dennis, Audrey Hepburn, Jerry Herman, Anne Jackson, Alan King, Groucho Marx, Liza Minnelli, Paul Newman, Gregory Peck, Harold Prince, Tony Randall, Eli Wallach, Joanne Woodward.
Plusieurs spectacles musicaux présentèrent des numéros en live dont : 
- Golden Rainbow ("Twenty-Four Hours a Day" - La troupe);
- The Happy Time ("The Happy Time"/"A Certain Girl" - Robert Goulet, David Wayne, Michael Rupert)
- Fiddler on the Roof ("Matchmaker, Matchmaker" - Tanya Everett, Bette Midler, Mimi Turque)
- Cabaret ("Cabaret" - Jill Haworth)
- Man of La Mancha ("The Impossible Dream (The Quest)" - David Atkinson)
- Hello, Dolly! ("Put on Your Sunday Clothes"/"So Long, Dearie" - Pearl Bailey et la troupe)
- How Now, Dow Jones ("Step to the Rear" - Tony Roberts et la troupe)
- Hallelujah, Baby! ("Smile, Smile" - Leslie Uggams, Lillian Hayman, Robert Hooks)

## Palmarès
| Meilleure pièce | Meilleure comédie musicale |
| --- | --- |
| - Rosencrantz and Guildenstern Are Dead – Tom Stoppard - A Day in the Death of Joe Egg – Peter Nichols - Plaza Suite – Neil Simon - The Price – Arthur Miller | - Hallelujah, Baby! - The Happy Time - How Now, Dow Jones - Illya Darling |
| Meilleur acteur dans une pièce | Meilleure actrice dans une pièce |
| - Martin Balsam – You Know I Can't Hear You When the Water's Running dans le rôle de plusieurs personnages - Albert Finney – A Day in the Death of Joe Egg dans le rôle de Bri - Milo O'Shea – Staircase dans le rôle de Harry C. Leeds - Alan Webb – I Never Sang for My Father dans le rôle de Tom Garrison      | - Zoe Caldwell – The Prime of Miss Jean Brodie dans le rôle de Jean Brodie - Colleen Dewhurst – More Stately Mansions dans le rôle de Sara - Maureen Stapleton – Plaza Suite dans le rôle de plusieurs personnages - Dorothy Tutin – Portrait of a Queen dans le rôle de Victoria                         |
| Meilleur acteur dans une comédie musicale | Meilleure actrice dans une comédie musicale |
| - Robert Goulet – The Happy Time dans le rôle de Jacques Bonnard - Robert Hooks – Hallelujah, Baby! dans le rôle de Clem - Tony Roberts – How Now, Dow Jones dans le rôle de Charley - David Wayne – The Happy Time dans le rôle de Grandpere Bonnard                                                              | - Patricia Routledge – Darling of the Day dans le rôle de Alice Challice - Leslie Uggams – Hallelujah, Baby! dans le rôle de Georgina - Melina Mercouri – Illya Darling dans le rôle de Illya - Brenda Vaccaro – How Now, Dow Jones dans le rôle de Cynthia Pike                                          |
| Meilleur acteur de second rôle dans une pièce | Meilleure actrice de second rôle dans une pièce |
| - James Patterson – The Birthday Party dans le rôle de Stanley - Paul Hecht – Rosencrantz and Guildenstern Are Dead dans le rôle de The Player - Brian Murray – Rosencrantz and Guildenstern Are Dead dans le rôle de Rosencrantz - John Wood – Rosencrantz and Guildenstern Are Dead dans le rôle de Guildenstern | - Zena Walker – A Day in the Death of Joe Egg dans le rôle de Sheila - Pert Kelton – Spofford dans le rôle de Mrs. Punck - Ruth White – The Birthday Party dans le rôle de Meg - Eleanor Wilson – Weekend dans le rôle de Mrs. Andrews                                                                    |
| Meilleur acteur de second rôle dans une comédie musicale | Meilleure actrice de second rôle dans une comédie musicale |
| - Hiram Sherman – How Now, Dow Jones dans le rôle de Wingate - Scott Jacoby – Golden Rainbow dans le rôle de Ally - Nikos Kourkoulos – Illya Darling dans le rôle de Tonio - Michael Rupert – The Happy Time dans le rôle de Bibi Bonnard                                                                          | - Lillian Hayman – Hallelujah, Baby! dans le rôle de Momma - Geula Gill – The Grand Music Hall of Israel dans le rôle de plusieurs personnagesVarious Characters - Julie Gregg – The Happy Time dans le rôle de Laurie Mannon - Alice Playten – Henry, Sweet Henry dans le rôle de Lillian 'Lili' Kafritz |
| Meilleure mise en scène pour une pièce | Meilleure mise en scène pour une comédie musicale |
| - Mike Nichols – Plaza Suite - Michael Blakemore – A Day in the Death of Joe Egg - Derek Goldby – Rosencrantz and Guildenstern Are Dead - Alan Schneider – You Know I Can't Hear You When the Water's Running | - Gower Champion – The Happy Time - George Abbott – How Now, Dow Jones - Jules Dassin – Illya Darling - Burt Shevelove – Hallelujah, Baby! |
| Meilleur producteur (drame) | Meilleur producteur (comédie musicale) |
| - David Merrick Arts Foundation – Rosencrantz and Guildenstern Are Dead - Pas d'autres nommés | - Albert Selden, Hal James, Jane C. Nusbaum et Harry Rigby – Hallelujah, Baby! - Pas d'autres nommés |
| Meilleure partition originale (Musique et/ou paroles) pour le Théâtre | Meilleure chorégraphie |
| - Hallelujah, Baby! – Jule Styne (musique), Betty Comden et Adolph Green (paroles) - How Now, Dow Jones – Elmer Bernstein (musique) et Carolyn Leigh (paroles) - Illya Darling – Manos Hadjidakis (musique) et Joe Darion (paroles) - The Happy Time – John Kander (musique) et Fred Ebb (paroles)                 | - Gower Champion – The Happy Time - Michael Bennett – Henry, Sweet Henry - Kevin Carlisle – Hallelujah, Baby! - Onna White – Illya Darling |
| Meilleurs décors | Meilleurs costumes |
| - Desmond Heeley – Rosencrantz and Guildenstern Are Dead - Boris Aronson – The Price - Robert Randolph – Golden Rainbow - Peter Wexler – The Happy Time | - Desmond Heeley – Rosencrantz and Guildenstern Are Dead - Jane Greenwood – More Stately Mansions - Irene Sharaff – Hallelujah, Baby! - Freddy Wittop – The Happy Time |

## Autres récompenses
- Audrey Hepburn
- Carol Channing
- Pearl Bailey
- David Merrick
- Maurice Chevalier
- APA-Phoenix Theatre
- Marlene Dietrich